# Association internationale de boxe amateur
 (août 2025).
Si vous disposez d'ouvrages ou d'articles de référence ou si vous connaissez des sites web de qualité traitant du thème abordé ici, merci de compléter l'article en donnant les références utiles à sa vérifiabilité et en les liant à la section « Notes et références ».
Cet article concerne la boxe amateure. Pour la boxe professionelle, voir International Boxing Association.
L'Association internationale de boxe amateur (AIBA ou IBA) était autrefois l'instance gérant la boxe anglaise amateur au niveau international.
Elle organisait notamment tous les deux ans les championnats du monde de boxe amateur, ainsi que l'épreuve de boxe aux Jeux olympiques. En 2010, l'AIBA crée un nouveau format de compétition : les World Series of Boxing. À mi-chemin entre la boxe amateur et professionnelle, les boxeurs combattent sans casques pendant cinq reprises de trois minutes.
Le 14 mai 2022, Umar Kremlev est réélu président de l'AIBA. Il est le seul responsable sportif international russe à n'avoir pas parlé de l'invasion russe de l'Ukraine, soutenant tacitement la guerre.
En 2023, après une suspension de 4 ans, le Comité international olympique ne reconnaît plus l'AIBA comme instance internationale de la boxe amateur. En conséquence, la place de la boxe est remise en cause pour les Jeux olympiques d'été de 2028 de Los Angeles. Depuis, les fédérations nationales de boxe à travers le monde annulent les unes après les autres leur adhésion auprès de l'IBA.

## Histoire
Pendant les Jeux olympiques d'été de 1920 à Anvers, des représentants des associations nationales d'Angleterre, de France, de Belgique, du Brésil et des Pays-Bas se sont rencontrés dans un consortium préliminaire pour la fondation d'une fédération internationale de boxe : la « Fédération internationale de boxe amateur » (FIBA). La fondation officielle est célébrée le 24 août 1920. Des compétitions internationales sont apparues peu après, permettant aux amateurs de participer à des tournois bien connus.
En novembre 1946, un consensus est atteint pour permettre à l'organe directeur de la boxe amateur de retrouver sa place après la perte de crédibilité due au comportement de certains responsables pendant la Seconde Guerre mondiale et la FIBA est dissoute. L'England Boxing et la Fédération française de boxe décident de créer l'Association internationale de boxe amateur (AIBA). Le président de la fédération française de boxe, Émile Grémaux, est élu au poste de président.
Soixante ans plus tard, l'AIBA continue à gouverner la boxe aux Jeux Olympiques sans utiliser le mot « amateur » . Jusqu'à présent, la boxe amateur est présente sur tous les continents avec des championnats continentaux ainsi que des coupes du monde et des championnats du monde organisés par l'AIBA.
Depuis 2005, l'AIBA organise la coupe du monde de boxe amateur.
En 2010, l'AIBA lance un tournoi semi-professionnel appelé World Series of Boxing (WSB). Les boxeurs se battent pour leurs équipes et touchent des salaires. Les matchs se déroulent dans cinq classes de poids différentes. Les boxeurs se disputent cinq séries de trois minutes, ne portent pas de casque, ni de maillots. Le système de jugement est similaire à la boxe professionnelle. Cependant, les boxeurs sont toujours considérés comme amateurs afin qu'ils puissent concurrencer des compétitions amateurs, notamment les jeux olympiques.
En août 2011, le site « Around the Rings » rapporte que l'AIBA a approuvé à l'unanimité la création de sa propre marque de boxe professionnelle en plus de WSB. « Avec la boxe professionnelle AIBA, le boxeur dès le début sait ce qui va leur arriver et quelle sera sa carrière à long terme », a déclaré le président taïwanais Ching-Kuo Wu.
Les actions de boxe professionnelle de l'AIBA commencent fin 2014.
En mai 2019, l'AIBA voit sa reconnaissance par le Comité international olympique suspendue en raison de problèmes de gouvernance et de financement. Elle est la première fédération internationale à ne pas organiser son propre sport aux Jeux olympiques, lors des JO 2021 de Tokyo et 2024 de Paris, une commission du CIO prenant en charge les qualifications.
Le 12 décembre 2020, Umar Nazarovich Kremlev est élu président de l'AIBA après avoir recueilli 57,33 % des voix. Un processus de réforme commence au sein de l'association internationale.
Cinq nouveaux comités sont créés : le comité des entraîneurs, le comité des champions et des vétérans, le comité des compétitions, le comité des femmes et le comité médical et antidopage. Au cours de ce processus de réforme, l'AIBA augmente le nombre de catégories de poids dans la boxe amateur à 13 pour les hommes et 12 pour les femmes. Les montants pour les championnats du monde ont été fixés à 100 000 $ pour l'or, 50 000 $ pour l'argent et 25 000 $ pour le bronze. Un programme d'aide financière aux fédérations nationales est également mis en place,.
Le 13 décembre 2020, l'AIBA adopte une nouvelle constitution.
En 2021, le Hongrois Istvan Kovacs est nommé secrétaire général. Le professeur Ulrich Haas dirige le groupe indépendant de réforme de la gouvernance de l'AIBA.
Le 7 avril 2021, l'AIBA conclut un accord de coopération avec Gazprom, à la suite duquel la société russe reçoit le statut de commandité de l'organisation.
Le 28 mai 2021, l'AIBA signe un accord avec le Conseil international du sport militaire (CISM). La même année, l'association signe un autre accord avec l'ITA.
En 2021, l'AIBA a remboursé toutes ses dettes, y compris celle de 10 millions de dollars envers la société azerbaïdjanaise Benkons LLC.

## Polémiques
Lors des Jeux olympiques de Pékin en 2008 et de Londres en 2012, les officiels et arbitres de l'AIBA ont dû faire face à des accusations de corruption. Plusieurs décisions arbitrales ont été contestées et ont donné lieu à de nombreuses interrogations (notamment le cas d'Alexis Vastine pour la délégation française),, l'AIBA s'étant toujours défendue de telles pratiques.
Afin de révéler les faits de manipulation des résultats des matchs de boxe aux Jeux olympiques 2016 de Rio de Janeiro, l'avocat canadien le professeur Richard McLaren a été nommé par l'AIBA afin de mener une enquête indépendante.
En juin 2019, le CIO vote une première suspension de la reconnaissance de l'AIBA en tant qu'organe directeur de la boxe amateur et retire donc à l’association toute implication en lien aux Jeux olympiques à compter de cette date.
En mars 2023, l’IBA disqualifie les boxeuses algérienne Imane Khelif et taïwanaises Lin Yu-ting des Championnats du monde féminins de boxe amateur 2023 sur la base d’analyses dont elles refusent de préciser la nature.
Le 22 juin 2023, le Comité international olympique (CIO) retire sa reconnaissance à l'International Boxing Association, considérant que depuis 2019, l’IBA n’a pas corrigé ses dysfonctionnements.

## Associations membres
En 2018, elle compte officiellement 203 fédérations organisées en 5 confédérations continentales. Toutefois, en date du 29 juillet 2025, 118 d'entre elles ont rejoint depuis 2023 la nouvelle instance internationale de boxe World Boxing, créée dans la foulée des scandales touchant l'AIBA et ayant pour ambition de remplacer cette dernière en tant qu'organisatrice des championnats mondiaux et des épreuves olympiques de boxe anglaise. Certains pays étant aux prises avec des dissensions internes et voyant même de nouvelles fédérations non-reconnues être créées afin de concurrencer celles ayant rejoint World Boxing, il est actuellement complexe de dresser un portrait précis des nations faisant partie de l'une ou l'autre instance.
| Afrique Confédération africaine de boxe | Amériques Confédération américaine de boxe | Asie Confédération asiatique de boxe | Europe Confédération européenne de boxe | Océanie Confédération océanienne de boxe |
| --- | --- | --- | --- | --- |
| - Algérie(Fédération Algérienne de Boxe) - Angola (Federacao Angolana de Boxe) - Bénin (Fédération Béninoise de Boxe) - Botswana (Botswana Boxing Association) - Burkina Faso (Fédération Burkinabe de Boxe) - Burundi (Fédération Burundaise de Boxe) - Cameroun (Fédération Camérounaise de Boxe) - Cap-Vert (Fédération Capverdienne de Boxe) - République centrafricaine (Fédération Centrafricaine de Boxe) - Tchad (Fédération Tchadienne de Boxe) - Comores (Fédération Comorienne de Boxe) - Côte d'Ivoire (Fédération Ivoirienne de Boxe) - République démocratique du Congo (DR Fédération Congolaise de Boxe) - Égypte (Egyptian Boxing Association) - Guinée équatoriale (Federacion Ecuatoguineana de Boxeo) - Éthiopie (Ethiopian Box Association) - Gabon (Fédération Gabonnaise de Boxe) - Gambie (Gambia Boxing Federation) - Ghana (Ghana Boxing Federation) - Guinée (Fédération Guinéenne de Boxe) - Guinée-Bissau (Guinea Bissau Boxing Federation) - Kenya (Boxing Association of Kenya) - Lesotho (Lesotho Boxing Association) - Liberia (Liberia Boxing Association) - Libye (Libyan Boxing Federation) - Madagascar (Malagasy Boxing Federation) - Malawi (Malawi Boxing Association) - Mali (Fédération Malienne de Boxe) - Maurice (Association Mauricienne de Boxe) - Maroc (Fédération Royale Marocaine de Boxe) - Mozambique (Federacao Macambicana de Boxe) - Namibie (Namibia Boxing Federation) - Niger (Fédération Nigérienne de Boxe) - Nigeria (Nigeria Boxing Association) - République du Congo (Fédération Congolaise de Boxe) - Rwanda (Rwanda Boxing Association) - Sénégal (Fédération Sénégalaise de Boxe) - Seychelles (Seychelles Boxing Federation) - Sierra Leone (Sierra Leone Boxing Association) - Somalie (Somali Boxing Association) - Afrique du Sud (South Africa National Boxing Organisation) - Soudan du Sud (South Sudan Boxing Federation) - Soudan (Sudan Boxing Association) - Eswatini (Swaziland Boxing Association) - Tanzanie (Boxing Federation of Tanzania) - Togo (Fédération Togolaise de Boxe) - Tunisie (Fédération Tunisienne de Boxe) - Ouganda (Uganda Boxing Federation) - Zambie (Zambia Boxing Federation) - Zimbabwe | - Anguilla - Antigua-et-Barbuda (Antigua and Barbuda Boxing Association) - Argentine (Federacion Argentina de Boxeo) - Aruba (Aruba Boxing Association) - Bahamas (Boxing Association of the Bahamas) - Barbade (Boxing Association of Barbados) - Belize (Belize Boxing Association) - Bermudes (Bermuda Boxing Association) - Bolivie (Federacion Boliviana de Boxeo) - Brésil (Confederacao Brasileira de Boxe) - Canada (Canadian Boxing Association) - Îles Caïmans (Cayman Islands Boxing Association) - Chili (Federacion Chilena de Boxeo) - Colombie (Federacion Colombiana de Boxeo) - Costa Rica (Associacion Costarricense de Boxeo) - Cuba (Federacion Cubana de Boxeo) - Dominique (Dominica Boxing Association) - République dominicaine (Federacion Dominicana de Boxeo) - Équateur (Federacion Ecuatoriana de Boxeo) - Salvador (Federacion Salvadorena de Boxeo) - Grenade (Grenada Boxing Association) - Guatemala (Federacion Nacional de Boxeo de Guatemala) - Guyana (Guyana Boxing Association) - Haïti (Fédération Haitienne de Boxe) - Honduras (Federacion Hondurena de Boxeo) - Jamaïque (Jamaica Boxing Board) - Mexique (Federacion Mexicana de Boxeo) - Nicaragua (Federacion Nicaraguense de Boxeo ) - Panama (Panamanian Boxing Federation) - Paraguay (Federación Paraguaya de Boxeo) - Pérou (Federacion Deportiva Peruana de Boxeo) - Porto Rico (Federacion Puertorriquena de Boxeo) - Sainte-Lucie (Saint Lucia Boxing Association) - Saint-Martin (St. Maarten Boxing Association) - Saint-Christophe-et-Niévès (St. Kitts & Nevis Boxing Association) - Saint-Vincent-et-les-Grenadines (Boxing Association of St. Vincent & the Grenadines) - Suriname (Surinaamse Boxbond) - Trinité-et-Tobago (Trinidad & Tobago Boxing Association) - États-Unis (USA Boxing) - Uruguay (Federacion Uruguaya de Boxeo) - Venezuela (Federacion Venezolana de Boxeo) - Îles Vierges des États-Unis (Virgin Islands Boxing Federation) | - Afghanistan (Afghanistan Boxing Federation) - Bahreïn (National Federation) - Bangladesh (Bangladesh Boxing Association) - Bhoutan (Bhutan Boxing Federation) - Brunei (Negara Brunei Darussalam Boxing Association) - Cambodge (Cambodia Boxing Federation (CBF)) - Chine (Chinese Boxing Federation) - Timor oriental (Timor-Leste Boxing Federation) - Hong Kong (Hong Kong Boxing Association) - Inde (Boxing Federation of India) - Indonésie (Indonesian Boxing Federation) - Iran (Boxing Federation of Islamic Republic of Iran) - Irak (Iraqi Boxing Federation) - Japon (Japan Boxing Federation) - Jordanie (Jordan Boxing Association) - Kazakhstan (Kazakhstan Boxing Federation) - Corée du Sud (Boxing Association of Korea) - Corée du Nord (Boxing Association of DPR of Korea) - Koweït (Kuwait Boxing Federation) - Kirghizistan (National Boxing Federation of Kyrgyz Republic) - Laos (Lao Boxing Federation) - Liban (Fédération Libanaise de Boxe) - Macao (Macau Boxing Association) - Malaisie (Malaysia Boxing Federation) - Mongolie (Mongolia Boxing Association) - Birmanie (Myanmar Boxing Federation) - Népal (Nepal Boxing Association) - Oman (National Federation) - Pakistan (Pakistan Boxing Federation) - Palestine (Palestine Boxing Federation) - Philippines (Boxing Association of the Philippines) - Qatar (Qatar Boxing Federation) - Arabie saoudite (Saudi Arabian Boxing Federation) - Singapour (Singapore Boxing Association) - Sri Lanka (Boxing Association of Sri Lanka) - Syrie (Syrian Arab Boxing Association) - Taïwan (Chinese Taipei Boxing Association) - Tadjikistan (Boxing Federation of the Republic of Tajikistan) - Thaïlande (Thailand Boxing Association) - Turkménistan (Boxing Association of Turkmenistan) - Émirats arabes unis (United Arab Emirates Boxing Federation) - Ouzbékistan (Uzbekistan Boxing Federation) - Vietnam (Boxing Association of Vietnam) - Yémen (Yemen Gen. Boxing Federation) | - Albanie (Albanian Boxing Federation) - Andorre (National Federation) - Arménie (Armenian Boxing Federation) - Autriche (Österreichischer Boxverband) - Azerbaïdjan (Boxing Federation of Azerbaijan) - Biélorussie (Belarusian Boxing Federation) - Belgique (Fédération Royale Belge de Boxe) - Bosnie-Herzégovine (Boxing Federation of Bosnia & Herzogovina) - Bulgarie (Bulgaria Boxing Federation) - Croatie (Croatian Boxing Federation) - Chypre (Pancyprian Boxing Federation) - République tchèque (Czech Boxing Association) - Danemark - Angleterre (Boxing Association of England) - Estonie (Estonian Boxing Association) - Finlande (Finnish Boxing Federation) - France (Fédération Francaise de Boxe) - Géorgie (National Boxing Federation of Georgia) - Allemagne (Deutscher Boxsport-Verband) - Grèce (Hellenic Boxing Federation) - Hongrie (Hungarian Boxing Association) - Islande (Iceland Boxing Federation) - Irlande (Irish Athletic Boxing Association) - Israël (Israel Boxing Association) - Italie (Federazione Pugilistica Italiana) - Kosovo (Kosovo Boxing Federation) - Lettonie (Latvian Boxing Federation) - Lituanie (Lithuanian Boxing Federation) - Luxembourg (Fédération Luxembourgeoise de Boxe) - Malte (Malta Boxing Federation) - Moldavie (Moldovian Boxing Federation) - Monaco (Fédération Monégasque de Boxe) - Monténégro (Boxing Association of Montenegro) - Pays-Bas (Nederlandse Boksbond) - Norvège (Norwegian Boxing Federation) - Pologne (Polish Boxing Association) - Portugal (Federação Portuguesa de Boxe) - Macédoine (Macedonia Boxing Federation) - Roumanie (Romanian Boxing Federation) - Russie (Boxing Federation of Russia) - Saint-Marin (Federazione Pugilistica Sammarinese) - Écosse (Boxing Scotland) - Serbie (Serbian Boxing Federation) - Slovaquie (Slovak Boxing Federation) - Slovénie (Slovenian Boxing Association) - Espagne (Federacion Espanola de Boxeo) - Suède (Swedish Boxing Federation) - Suisse (Swiss Boxing Federation) - Turquie (Türkiye Boks Federasyonu) - Ukraine (Ukrainian Boxing Federation) - Pays de Galles (Welsh Boxing Federation) | - Samoa américaines (American Samoa Boxing Federation) - Australie (Boxing Australia) - Îles Cook (Cook Islands Boxing Association) - Micronésie - Fidji (Boxing Fiji) - Polynésie française (Fédération Polynésienne de Boxe (Tahiti)) - Guam (Guam International Boxing Council) - Kiribati (Kiribati Boxing Association) - Nauru (Nauru Boxing Federation) - Nouvelle-Zélande (New Zealand Boxing Association) - Papouasie-Nouvelle-Guinée (Papua New Guinea Boxing Union) - Palaos (Palau Boxing Federation) - Samoa (Samoa Boxing Association) - Îles Salomon (Solomon Islands Boxing Association) - Tonga (Tonga Boxing Association) - Vanuatu (Vanuatu Boxing Federation) |